# Deutzia parviflora
Deutzia parviflora là một loài thực vật có hoa trong họ Tú cầu. Loài này được Bunge mô tả khoa học đầu tiên năm 1835.

## Hình ảnh

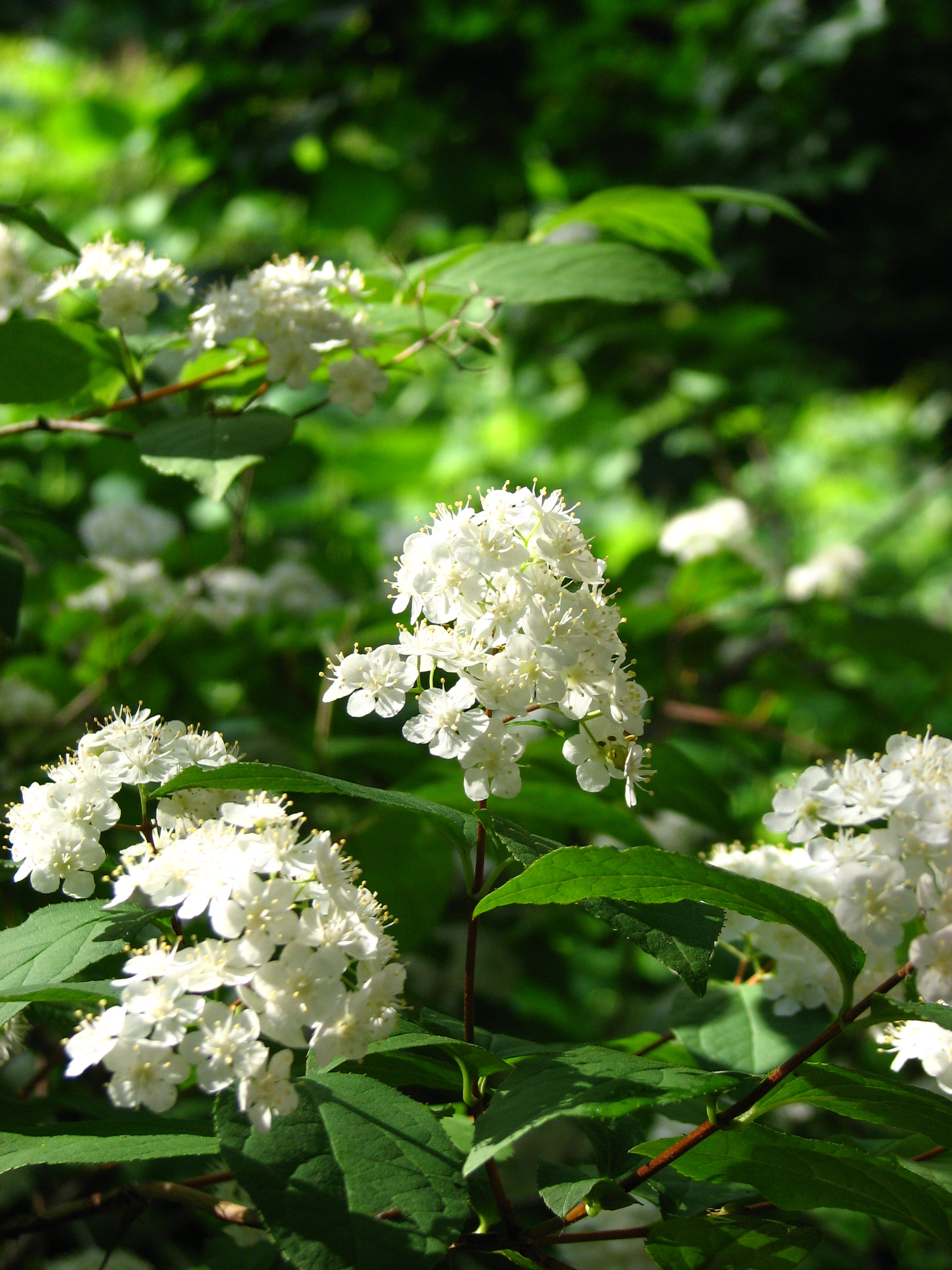
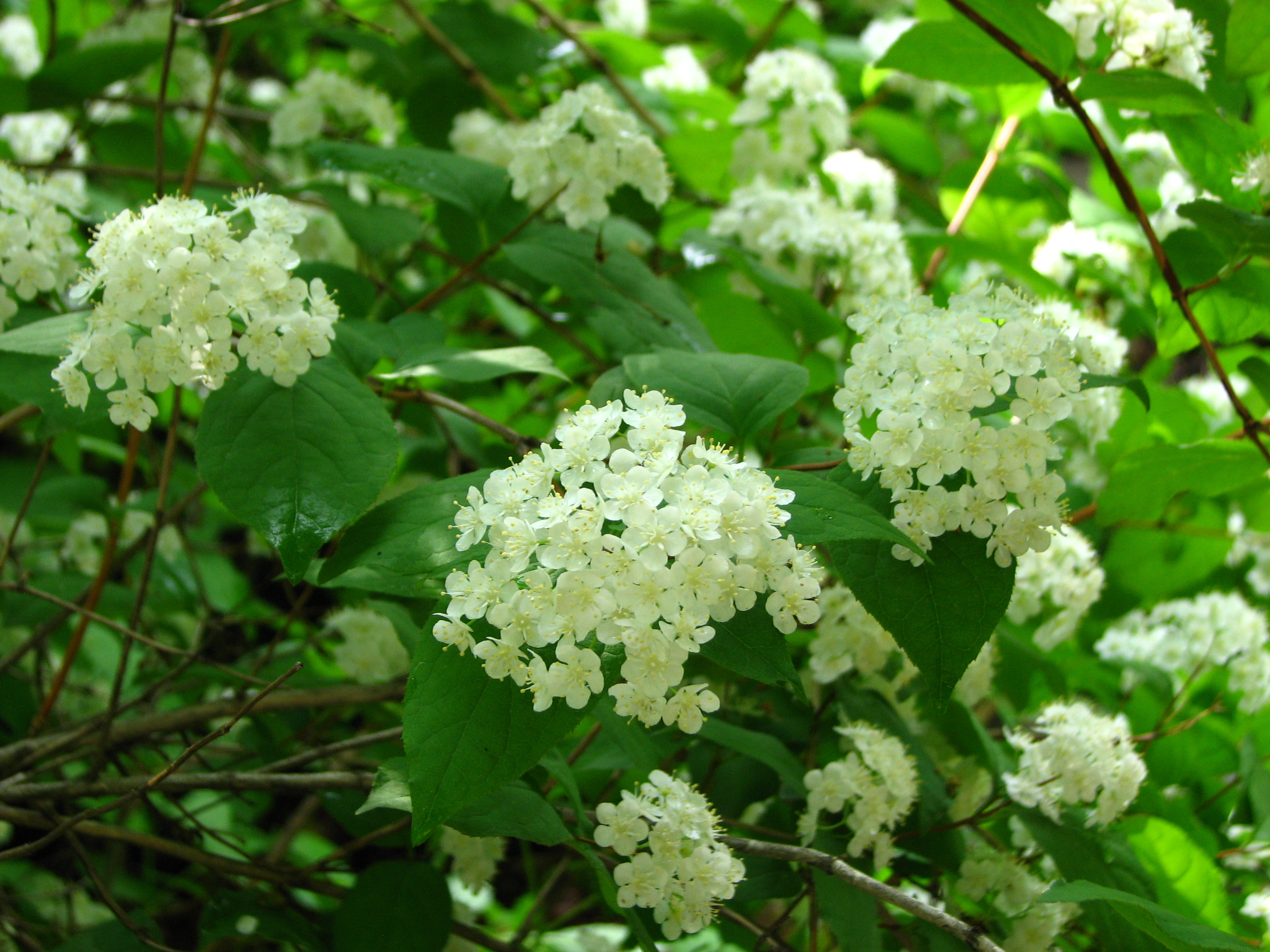
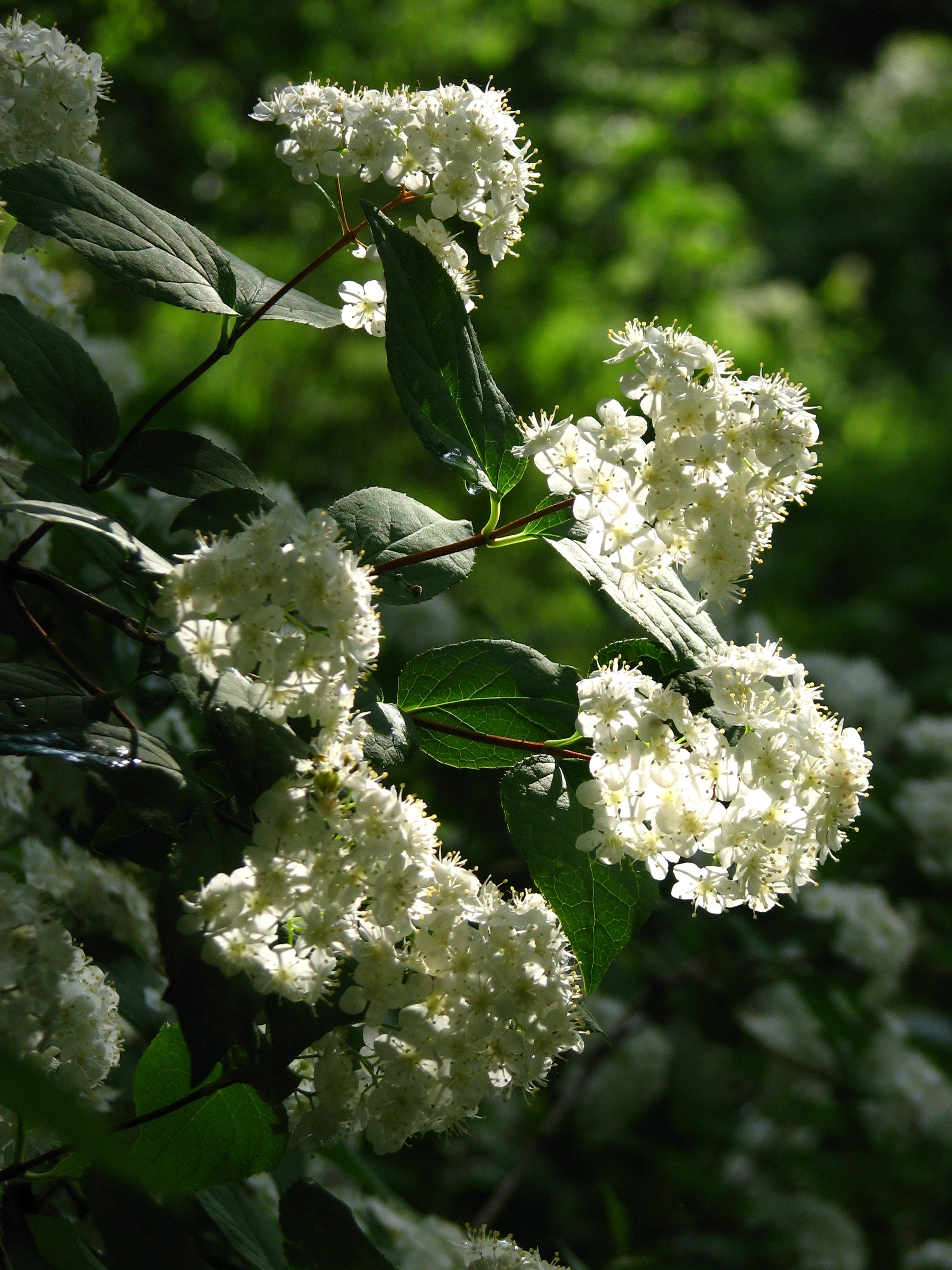
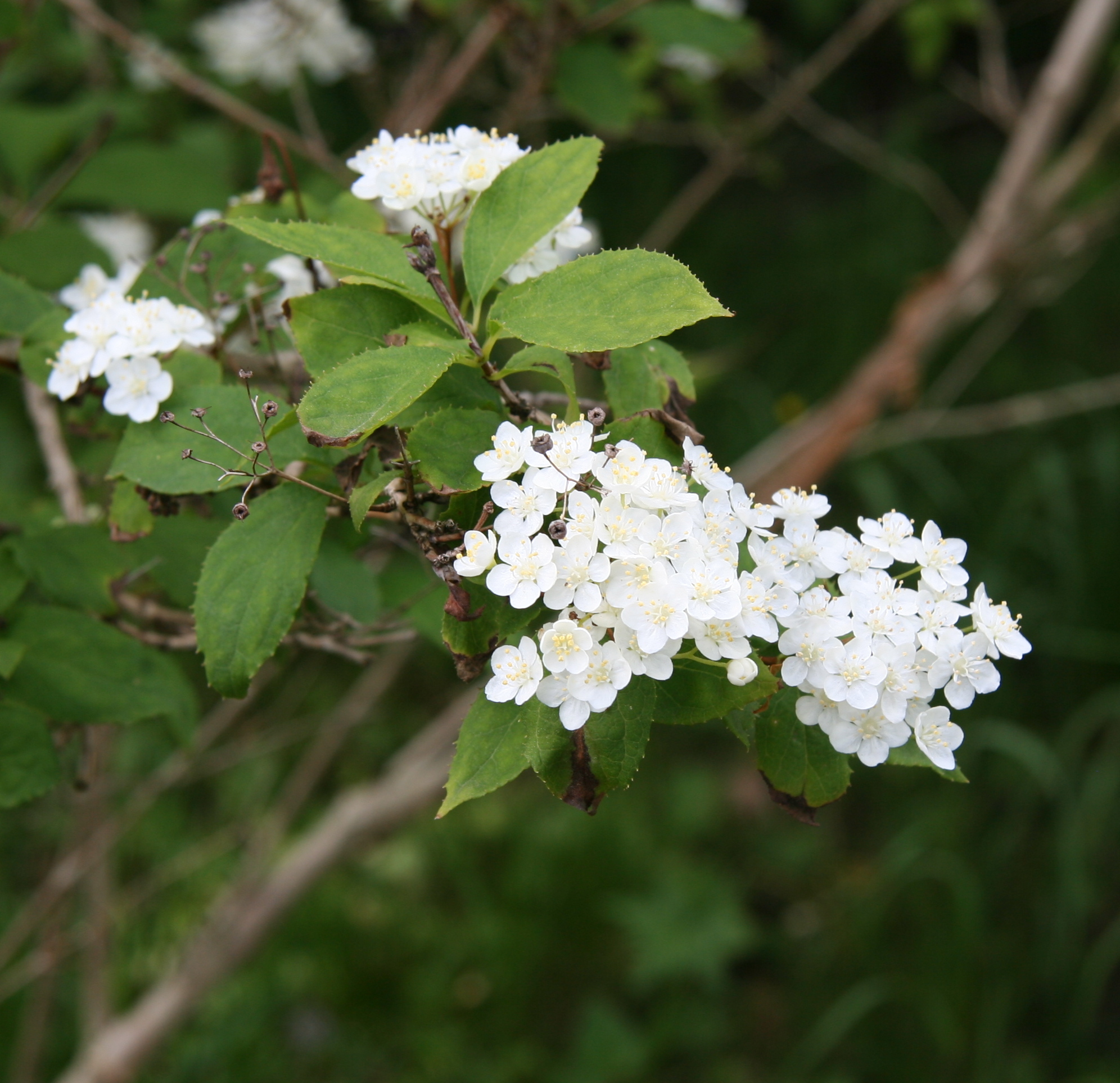